# Verordnung (EG) Nr. 1334/2008
Die Verordnung (EG) Nr. 1334/2008 ist eine Europäische Verordnung, die die Anforderungen für die sichere Verwendung von Aromastoffen in der Europäischen Union festlegt und dabei früheren Rechtsvorschriften sowohl auf europäischer als auch auf nationaler Ebene konsolidiert und ersetzt. Als europäische Verordnung ist sie unmittelbar in allen Mitgliedstaaten gültig, die Umsetzung in nationales Recht ist nicht notwendig. Einzig die Bereiche, die durch die Verordnung nicht abgedeckt werden, dürfen weiterhin national geregelt werden. Die Verordnung umfasst Listen der zugelassenen Aromastoffe, mit Anforderungen an die Reinheit, sowie mögliche Verwendungsbeschränkungen und Anforderungen an die Kennzeichnung.

## Kurztitel
Für die Verordnung (EG) Nr. 1334/2008 gibt es keinen amtlichen Kurztitel. In der Literatur wird daher oft nur die Verordnungsnummer verwendet. Daneben gibt es im Jargon von Verbänden, Behörden und anderen Institutionen nicht-amtliche Kurztitel. Der Deutsche Verband der Aromenindustrie und das österreichische Lebensmittelbuch benutzen den Namen „EG-Aromenverordnung“, andere benutzen die Namen „EU-Aromenverordnung“ (z. B. das  Bayerische Landesamt für Gesundheit und Lebensmittelsicherheit) oder „Aromenverordnung“ (z. B. der österreichische Verwaltungsgerichtshof). Bei letzterem besteht eine Verwechslungsgefahr mit anderen Aromenverordnungen, speziell den mittlerweile veralteten deutschen oder österreichischen Aromenverordnungen (AromV). Zum Teil finden sich auch Schreibweisen mit Bindestrichen wie „Aromen-Verordnung“. Daneben wird zum Teil der Name „Aromaverordnung“ in verschiedenen Kombinationen mit den Präfixen „EG“ oder „EU“ sowie in Varianten mit Bindestrich verwendet.

## Geschichte
Vor der Einführung der Verordnung (EG) Nr. 1334/2008 gab es in der EU zahlreiche Einzelrichtlinien und Verordnungen, die die Anforderungen in einzelnen Bereichen regelten:
- Richtlinie 88/388/EWG des Rates vom 22. Juni 1988 zur Angleichung der Rechtsvorschriften der Mitgliedstaaten über Aromen zur Verwendung in Lebensmitteln und über Ausgangsstoffe für ihre Herstellung
- Beschluss 88/389/EWG: Beschluß des Rates vom 22. Juni 1988 über die von der Kommission vorzunehmende Erstellung eines Verzeichnisses der Ausgangsstoffe und sonstigen Stoffe für die Herstellung von Aromen[10]
- Richtlinie 91/71/EWG der Kommission vom 16. Januar 1991 zur Ergänzung der Richtlinie 88/388/EWG des Rates zur Angleichung der Rechtsvorschriften der Mitgliedstaaten über Aromen zur Verwendung in Lebensmitteln und über Ausgangsstoffe für ihre Herstellung
- Verordnung (EWG) Nr. 1601/91 des Rates vom 10. Juni 1991 zur Festlegung der allgemeinen Regeln für die Begriffsbestimmung, Bezeichnung und Aufmachung aromatisierter weinhaltiger Getränke und aromatisierter weinhaltiger Cocktails (aufgehoben durch Verordnung (EU) Nr. 251/2014)
- Entscheidung 1999/217/EG: Entscheidung der Kommission vom 23. Februar 1999 über ein Verzeichnis der in oder auf Lebensmitteln verwendeten Aromastoffe, das gemäß Verordnung (EG) Nr. 2232/96 des Europäischen Parlaments und des Rates vom 28. Oktober 1996 erstellt wurde (Bekanntgegeben unter Aktenzeichen K(1999) 399)[11]
- Verordnung (EG) Nr. 2232/96 des Europäischen Parlaments und des Rates vom 28. Oktober 1996 zur Festlegung eines Gemeinschaftsverfahrens für Aromastoffe, die in oder auf Lebensmitteln verwendet werden oder verwendet werden sollen (aufgehoben durch Durchführungsverordnung (EU) Nr. 872/2012)
- Richtlinie 2000/13/EG des Europäischen Parlaments und des Rates vom 20. März 2000 zur Angleichung der Rechtsvorschriften der Mitgliedstaaten über die Etikettierung und Aufmachung von Lebensmitteln sowie die Werbung hierfür (aufgehoben durch Verordnung (EU) Nr. 1169/2011)
- Verordnung (EG) Nr. 110/2008 des Europäischen Parlaments und des Rates vom 15. Januar 2008 zur Begriffsbestimmung, Bezeichnung, Aufmachung und Etikettierung von Spirituosen sowie zum Schutz geografischer Angaben für Spirituosen und zur Aufhebung der Verordnung (EWG) Nr. 1576/89

Im Rahmen der Umsetzung der Verordnung EG 1334/2008 und ihrer fortlaufenden Anpassung wurden folgende Richtlinien, Beschlüsse, Entscheidungen und Verordnungen aufgehoben:
Beschluss 88/389/EWG, Richtlinie 88/388/EWG, Richtlinie 91/71/EWG, Verordnung (EWG) Nr. 1601/91 (aufgehoben durch Verordnung (EU) Nr. 251/2014), Entscheidung 1999/217/EG und  Verordnung (EG) Nr. 2232/96 (beide aufgehoben durch Verordnung (EU) Nr. 872/2012), Richtlinie 2000/13/EG (aufgehoben durch Verordnung (EU) Nr. 1169/2011).
Seit Inkrafttreten wurde die Verordnung (EG) Nr. 1334/2008, insbesondere zur Anpassung der Anhänge, 25 mal geändert und angepasst.

## Anwendung
Durch die Verordnung (EG) Nr. 1334/2008 wird europaweit einheitlich geregelt, dass nur zugelassene Aromastoffe verkauft und in Lebensmitteln verarbeitet werden dürfen. Durch die Verordnung wird festgelegt, welche Aromen bewertet und zugelassen bzw. nicht bewertet oder nicht zugelassen werden müssen. Aromen dürfen nur verwendet werden, wenn sie für Verbraucher keine Gefahr darstellen oder sie irreführen. Das Inverkehrbringen von Aromen die nicht dieser Verordnung entsprechen oder Lebensmitteln, die solche Aromen enthalten, ist in der EU verboten. Die Anforderungen zur Kennzeichnung von Aromastoffen und Aromen sind in der Verordnung (EU) Nr. 1169/2011 festgelegt.
Die Verordnung gilt für Aromen, die in Lebensmitteln verwendet werden, Zutaten mit Aroma-Eigenschaften und Lebensmittel, die eins der beiden enthalten sowie deren Ausgangsstoffe. Stoffe mit ausschließlich süßem (z. B. Zucker), salzigem (z. B. Salz) oder saurem Geschmack, gelten nicht als Aromen im Sinne dieser Verordnung, ebenso sind Stoffe, die einen süßen Geschmack hervorrufen, ausgenommen, da diese unter die Süßungsmittel gemäß Verordnung (EG) Nr. 1333/2008 fallen. Auch rohe Lebensmittel oder deren Mischungen, wie frische, getrocknete oder tiefgekühlte Gewürze, Kräuter, Teemischungen oder teeähnliche Erzeugnisse fallen nicht unter diese Verordnung.
Durch diese Verordnung werden die folgenden Begriffe definiert: Aromen, Aromastoffe, Aromaextrakte, Raucharomen, thermisch gewonnene Reaktionsaromen, Aromavorstufen und Lebensmittelzutaten mit Aromaeigenschaften. Im Bezug auf Aromen darf der Begriff „natürlich“ nur dann verwendet werden, wenn ein Stoff direkt aus tierischen, pflanzlichen oder mikrobiologischen Ausgangsstoffen gewonnen wird.
Die Verordnung verpflichtet Hersteller, Importeure und Verwender von Aromen
- bei Aufforderung durch Europäische Kommission, über die verwendeten Aromamengen, die Lebensmitteln innerhalb 12 Monaten zugesetzt wurden, zu informieren.
- neue wissenschaftliche oder technische Information, die die Bewertung der Sicherheit des Aromas beeinflussen könnte, der Kommission unverzüglich mitzuteilen.

### Anhänge
Zum 1. Oktober 2012 stellte die EU eine Liste der zugelassene Aromastoffe vor, welche regelmäßig aktualisiert wird. Nur die Aromastoffe, welche in der Unionsliste im Anhang I, Teil A aufgeführt sind, dürfen in der EU verwendet und verkauft werden. Aktuell sind dort etwa 2500 Aromastoffe aufgeführt. Dabei wird jedem Aromastoff eine eindeutige Identifikationsnummer (FL-Nummer) zugeordnet. Daneben  erhält die Liste ggf. Vorgaben für die Reinheit, die Einschränkung für die Verwendung in bestimmten Lebensmittelkategorien und Informationen zur noch ausstehenden Bewertung, sowie die Angabe der bewertenden Behörde. Im Anhang III der Verordnung werden fünfzehn natürlich vorkommende Stoffe (β-Asaron, Agaricinsäure, Aloin, Blausäure, Capsaicin, Cumarin, Estragol, Hyperizin, Menthofuran, Methyleugenol, Pulegon, Quassin, Safrol, Teucrin A sowie α- und β-Thujon) aufgeführt, die toxikologisch bedenklich sind und daher Lebensmitteln nicht zugesetzt werden dürfen, sowie deren Höchstmengen in bestimmten Lebensmitteln. Im Anhang IV sind Höchstmengen für bestimmte Stoffe, die von Natur aus in Lebensmitteln vorkommen, festgelegt. Diese dürfen nur für Backwaren und definierten Getränken vorkommen. Der Anhang II enthält eine Liste der herkömmlichen Lebensmittelzubereitungsverfahren.

### Ergänzende Vorschriften
Ergänzt wird diese Verordnung durch weitere EU-Verordnungen, die die Zugabe von Substanzen zu Lebensmitteln regeln, wie
- die Verordnung (EG) Nr. 1331/2008 über ein einheitliches Zulassungsverfahren für Lebensmittelzusatzstoffe, -enzyme und -aromen.
- die Verordnung (EG) Nr. 1332/2008 über Lebensmittelenzyme
- die Verordnung (EG) Nr. 1333/2008 über Lebensmittelzusatzstoffe
- die Verordnung (EU) Nr. 231/2012, die die Spezifikationen für die in den Anhängen II und III der Verordnung (EG) Nr. 1333/2008 aufgeführten Lebensmittelzusatzstoffe enthält.
- die Verordnung (EG) Nr. 1925/2006 (Anreicherungsverordnung), über die Zugabe von Vitaminen und Mineralstoffen
- die Verordnung (EU) 2019/934 über die zugelassenen Zusatzstoffe für Wein[14]

## Aufbau der Verordnung (EG) Nr. 1334/2008
- KAPITEL I GEGENSTAND, ANWENDUNGSBEREICH UND BEGRIFFSBESTIMMUNGEN
  - Artikel 1 Gegenstand
  - Artikel 2 Anwendungsbereich
  - Artikel 3 Begriffsbestimmungen
- KAPITEL II BEDINGUNGEN FÜR DIE VERWENDUNG VON AROMEN, LEBENSMITTELZUTATEN MIT AROMAEIGENSCHAFTEN UND AUSGANGSSTOFFEN
  - Artikel 4 Allgemeine Bedingungen für die Verwendung von Aromen oder Lebensmittelzutaten mit Aromaeigenschaften
  - Artikel 5 Verbot von nicht mit dieser Verordnung in Einklang stehenden Aromen und/oder Lebensmitteln
  - Artikel 6 Vorhandensein bestimmter Stoffe
  - Artikel 7 Verwendung bestimmter Ausgangsstoffe
  - Artikel 8 Aromen und Lebensmittelzutaten mit Aromaeigenschaften, die nicht bewertet und zugelassen werden müssen
- KAPITEL III GEMEINSCHAFTSLISTE DER FÜR DIE VERWENDUNG IN ODER AUF LEBENSMITTELN ZUGELASSENEN AROMEN UND AUSGANGSSTOFFE
  - Artikel 9 Aromen und Ausgangsstoffe, die bewertet und zugelassen werden müssen
  - Artikel 10 Gemeinschaftsliste der Aromen und Ausgangsstoffe
  - Artikel 11 Aufnahme von Aromen und Ausgangsstoffen in die Gemeinschaftsliste
  - Artikel 12 Aromen oder Ausgangsstoffe, die unter die Verordnung (EG) Nr. 1829/2003 fallen
  - Artikel 13 Auslegungsentscheidungen
- KAPITEL IV KENNZEICHNUNG
  - Artikel 14 Kennzeichnung von Aromen, die nicht für den Verkauf an den Endverbraucher bestimmt sind
  - Artikel 15 Allgemeine Anforderungen an die Kennzeichnung von Aromen, die nicht für den Verkauf an den Endverbraucher bestimmt sind
  - Artikel 16 Besondere Anforderungen an die Verwendung des Begriffs „natürlich“
  - Artikel 17 Kennzeichnung von Aromen, die für den Verkauf an den Endverbraucher bestimmt sind
  - Artikel 18 Sonstige Kennzeichnungserfordernisse
- KAPITEL V VERFAHRENSVORSCHRIFTEN UND DURCHFÜHRUNG
  - Artikel 19 Berichterstattung durch die Lebensmittelunternehmer
  - Artikel 20 Überwachung und Berichterstattung durch die Mitgliedstaaten
  - Artikel 21 Ausschuss
  - Artikel 22 Änderung der Anhänge II bis V
  - Artikel 23 Gemeinschaftliche Finanzierung der Harmonisierung
- KAPITEL VI ÜBERGANGS- UND SCHLUSSBESTIMMUNGEN
  - Artikel 24 Aufhebungen
  - Artikel 25 Aufnahme der Liste der Aromastoffe in die Gemeinschaftsliste der Aromen und Ausgangsstoffe sowie Übergangsregelung
  - Artikel 26 Änderung der Verordnung (EWG) Nr. 1601/91 (gestrichen)
  - Artikel 27 Änderung der Verordnung (EG) Nr. 2232/96 (gestrichen)
  - Artikel 28 Änderung der Verordnung (EG) Nr. 110/2008
  - Artikel 30 Inkrafttreten
- ANHANG I UNIONSLISTE DER AROMEN UND AUSGANGSSTOFFE
  - TEIL A Unionsliste der Aromastoffe
  - TEIL B Aromaextrakte (aktuell leer)
  - TEIL C Thermisch gewonnene Reaktionsaromen (aktuell leer)
  - TEIL D Aromavorstufen (aktuell leer)
  - TEIL E Sonstige Aromen
  - TEIL F Ausgangsstoffe (aktuell leer)
- ANHANG II Liste herkömmlicher Lebensmittelzubereitungsverfahren
- ANHANG III Vorhandensein bestimmter Stoffe
  - Teil A: Stoffe, die Lebensmitteln nicht als solche zugesetzt werden dürfen
  - Teil B: Höchstmengen bestimmter Stoffe, die von Natur aus in Aromen und Lebensmittelzutaten mit Aromaeigenschaften vorkommen, in bestimmten verzehrfertigen zusammengesetzten Lebensmitteln, denen Aromen und/oder Lebensmittelzutaten mit Aromaeigenschaften zugesetzt worden sind
- ANHANG IV Liste der Ausgangsstoffe, deren Verwendung bei der Herstellung von Aromen und Lebensmittelzutaten mit Aromaeigenschaften Einschränkungen unterliegt
  - Teil A: Ausgangsstoffe, die nicht zur Herstellung von Aromen und Lebensmitteln mit Aromaeigenschaften verwendet werden dürfen
  - Teil B: Bedingungen für die Verwendung von Aromen und Lebensmittelzutaten mit Aromaeigenschaften, die aus bestimmten Ausgangsstoffen hergestellt wurden
- ANHANG V Bedingungen für die Herstellung thermisch gewonnener Reaktionsaromen und Höchstmengen bestimmter Stoffe in thermisch gewonnenen Reaktionsaromen
  - Teil A: Herstellungsbedingungen
  - Teil B: Höchstmengen bestimmter Stoffe